# 毛利元包 (吉敷毛利家)
毛利 元包（もうり もとかね、慶長12年11月（1607年） - 延宝4年4月7日（1676年5月19日））は、吉敷毛利家の3代当主。吉敷入りした最初の当主。毛利元鎮の嫡男。母は穂井田元清の娘。正室は堅田元慶の娘。継室は福原元俊の娘。娘は毛利就直の正室。通称は喜太郎、別名に元房、官途は兵部、佐渡、石見。

## 生涯
慶長12年（1607年）、父元包の知行地殿居村で生まれる。1613年（慶長18年）、父とともに阿川八幡宮を修築した。寛永2年（1625年）、父の隠居により家督相続する。同年、家中の知行地再編により、当時藩執政を務めていた母の兄毛利秀元の意向で、藩主が参勤交代で通行する街道・萩往還の後背の要地吉敷郡吉敷に移り、以降は吉敷毛利家と通称され、代々藩の一門家老を務めた。また、一族の菩提寺黄龍山玄済寺を吉敷に移している。寛文11年（1671年）、病のため隠居して家督を婿養子の就直に譲った。延宝4年（1676年）に吉敷で死去、享年70。